# 雾水葛
雾水葛（学名：Pouzolzia zeylanica），又稱：石薯仔、全緣葉水雞油、草本金石榴、石珠、啜膿膏、拔膿膏、膿見消、腫兒消、硃珠仔、台灣霧水葛，为荨麻科雾水葛属下的一个植物种。
种名zeylanica意为斯里兰卡的。